# 七森中☆ごらく部
七森中☆ごらく部または七森中ごらく部
- 漫画ゆるゆりに登場する架空の部活動「（七森中学校の）ごらく部」 → ゆるゆり#ごらく部。
- ゆるゆりのアニメ版と連動した声優ユニット「七森中☆ごらく部」。本記事にて記述する。
- ゆるゆりのアニメ版製作委員会の通称「七森中ごらく部」。

七森中☆ごらく部（ななもりちゅうごらくぶ）は、日本の声優ユニット。テレビアニメ『ゆるゆり』のメイン担当声優を務める三上枝織、大坪由佳、津田美波、大久保瑠美により2011年に結成。単にごらく部とも呼ばれる。

## 来歴
『まんがなもり ゆるゆりSpecial』（コミック百合姫2011年6月号増刊）にて、テレビアニメ『ゆるゆり』のメイン担当声優に三上枝織、大坪由佳、津田美波、大久保瑠美ら若手声優陣を採用することが明らかにされ、4人のグラビア写真とともに主題歌をこの4人が歌唱することも発表された。なおメイン担当声優の選定にあたっては、イベントなどのPR活動を積極的に行う前提のもと、今後活躍しそうな新人を採用することがあらかじめ検討されていたという。
4人の初顔合わせは2011年4月16日に行われた日比谷公園での写真撮影で、これを事実上の結成日としている。
デビューシングルとなる『ゆるゆり』（1期）の主題歌は、オリコン週間シングルランキングでオープニングが最高20位、エンディングが最高13位を獲得した。その前後において、関連商品の購入者特典イベント、ラジオ番組の公開録音イベント、ニコニコ生放送（ニコニコチャンネル ch.8667『ゆるゆりTV』）を使用したPR活動などが行われ、人気の高まりや宣伝担当の交渉の末Animelo Summer Live 2011にゲスト枠として出演するまでに至った。生放送番組「七森中☆ごらく部と振り返る『ゆるゆり』ニコ生総決算」にて『ゆるゆり（2期）』の制作決定およびユニット活動の継続が発表された。
『ゆるゆり♪♪』（2期）の主題歌は発売後ともに好調な売上を見せ、オリコン週間シングルランキングで、オープニングが初登場6位、エンディングが同7位を獲得し、1期と比較して大幅な躍進を遂げた。
OVA『ゆるゆり なちゅやちゅみ！』の劇場先行上映にともない発売された主題歌は、同ランキングでオープニングが初登場13位、エンディングが同16位を獲得。またこの上映において舞台挨拶も実施。

## メディア展開・活動
七森中☆ごらく部あるいはそのメンバーとしてメディアに出演する際は、『ゆるゆり』七森中の制服をコスプレとして着用している。
『ゆりゆららららゆるゆり大事件』『いぇす!ゆゆゆ☆ゆるゆり♪♪』『マジカル大☆大☆大冒険!』『ゆるゆりんりんりんりんりん』『ゆりしゅらしゅしゅしゅ』『ちょちょちょ!ゆるゆり☆かぷりっちょ!!!』はプロモーションビデオが製作され、いずれのシングルも4人の実写映像およびダンスなどで構成されている。初回限定特典にはこのPVを含むDVDがそれぞれ封入された。
2011年7月1日よりラジオ大阪（1314 V-STATION）にて『ゆりゆららららゆるゆり放送室』にてパーソナリティを務めている。2013年5月24日に放送100回を、2015年4月24日に放送200回を迎え、 2016年6月24日に放送終了。番組は "リスナーとともに面白さを生み出しているラジオ"として第2回アニラジアワードBEST CREATIVE RADIO 企画賞(一般の部)を受賞。
2012年以降、『ごらく部な地球の歩き方』シリーズとして計4作品が『きゃにめ.jp』（ポニーキャニオンの直販サイト）限定で発売されている。この作品群ではメディアミックス作品としての『ゆるゆり』が語られる場面は限られ、メンバー4人が実写で行楽地やコンテンツツーリズムを楽しむ姿が収録される。
『マイリトルポニー〜トモダチは魔法〜』2・3クール目（2013年7月 - 12月）のオープニングテーマに七森中☆ごらく部の楽曲が採用されるなど、『ゆるゆり』シリーズの枠を超えた活動もある。

## 音楽性
『ゆるゆり』『ゆるゆり♪♪』シリーズ音楽プロデューサーの一人である堀切伸二によれば、将来的にライブイベントの開催が出来ることを期待しつつ、イイジマケン、Funta、IOSYSら音楽制作家に依頼のうえコンペで主題歌を選定したという。主題歌には縦ノリで盛り上がれる曲を、またキャラクター・ソングもアップテンポな曲を多く採用している。これを受けてFuntaが提供した『マイペースでいきましょう』はキャラクターの個性を反映した合いの手や高速BPMなどにより『ゆるゆり』ファンの心を掴んだ。
なお『ゆるゆり』キャラクターソングにおいてはファンコットを取り入れた楽曲や、テクノポップ、ロック調、音頭調など「キャラソンの実験場」とも呼ばれる前衛的な展開がなされているが、その上でもごらく部4人が唄う楽曲については明るくハイテンションなものが提供されている。一方で、歌詞について大坪は『あっちゅ～ま青春！』について「意外にセンチメンタルになる」とも評価する。
『ゆりゆららららゆるゆり大事件』の楽曲を提供したイイジマケンによれば、三上枝織の声質はパキッとしており通る声であることが特徴であり、大坪由佳と津田美波がそれぞれオフロードとオンロードのような対照的な歌声である。大久保瑠美は抜けの良い声を持つが、大久保はキャラクターの声と自分の歌声の差異に苦労したといい、録り直しを自ら求めることもあったという。
2015年1月21日にはごらく部4人で歌唱した約3年分の楽曲をまとめてハイレゾ音源として発売。その際のマスタリングを手掛けたポニーキャニオンのエンジニア多田雄太によれば、4人の声質を「（大坪が演じる）京子のどこまでも突き抜ける感じ、（津田が演じる）結衣の少し落ち着いたトーンで支える感じ、（大久保が演じる）ちなつのきゃぴきゃぴした可愛らしい感じ、そして、（三上が演じる）あかりの明るく優しい感じが全体をつなぎあわせる」と述べた上で「4人の声が合わさると周波数的にも幅広い絶妙なバランス」「耳が幸せになる」と評価している。

## メンバー
登場時の挨拶において、各メンバーは自分の役名と氏名を名乗ると同時に掛け声を用いて客席とコール&レスポンスを行うことが通例。
| 声優       | 愛称       | ゆるゆりの役名 | 掛け声             | カラー |
| ---------- | ---------- | -------------- | ------------------ | ------ |
| 三上枝織   | みかしー   | 赤座あかり     | ＼アッカリ〜ン／   | 赤     |
| 大坪由佳   | ゆかちん   | 歳納京子       | ＼キュピーン／     | 緑     |
| 津田美波   | 津田ちゃん | 船見結衣       | ⊂(・∀・)⊃＼やっT／ | 青     |
| 大久保瑠美 | るみるみ   | 吉川ちなつ     | ＼はっP／          | 橙     |

## 派生キャラクター
モフダン
『ゆるゆり♪♪大抽選会「ゆるゆりんぴっく選考会 夜の部」』で特典グッズのバンダナに描くデザインを検討するコーナーにおいて、三上のイラストから偶然生まれたキャラクター。フィギュアストラップ化され、2013年7月のライブで来場者に配布された。

## ディスコグラフィ

### シングル
| 枚   | 発売日         | タイトル                                   | 規格品番   | 規格品番   | 最高位 |
| 枚   | 発売日         | タイトル                                   | 初回限定盤 | 通常盤     | 最高位 |
| ---- | -------------- | ------------------------------------------ | ---------- | ---------- | ------ |
| 1st  | 2011年7月20日  | ゆりゆららららゆるゆり大事件               | PCCG-01197 | PCCG-70119 | 20位   |
| 2nd  | 2011年7月20日  | マイペースでいきましょう                   |            | PCCG-70120 | 17位   |
| ※    | 2011年12月29日 | ごらく部、愛と勇気と希望と友情のテーマ     | BRCG-00011 |            |        |
| 3rd  | 2012年7月4日   | いぇす!ゆゆゆ☆ゆるゆり♪♪                   | PCCG-01280 | PCCG-70137 | 6位    |
| 4th  | 2012年7月4日   | 100%ちゅ〜学生                             |            | PCCG-70138 | 7位    |
| ※    | 2012年12月29日 | え〜る♪                                    | BRCG-00016 |            |        |
| 5th  | 2013年7月31日  | マジカル大☆大☆大冒険!                      | PCCG-01361 | PCCG-70192 | 11位   |
| 6th  | 2014年11月26日 | ゆるゆりんりんりんりんりん                 | PCCG-01428 | PCCG-70225 | 13位   |
| 7th  | 2014年11月26日 | アフタースクールデイズ                     |            | PCCG-70226 | 16位   |
| 8th  | 2015年8月19日  | ゆりしゅらしゅしゅしゅ／おひるねゆにばーす | PCCG-01483 | PCCG-70264 | 22位   |
| 9th  | 2015年10月28日 | ちょちょちょ!ゆるゆり☆かぷりっちょ!!!      | PCCG-01487 | PCCG-70268 | 17位   |
| 10th | 2015年10月28日 | あっちゅ〜ま青春!                          |            | PCCG-70269 | 18位   |
| 11th | 2015年12月29日 | ちょっとラブソング                         |            | BRCG-00043 |        |
| 12th | 2019年9月18日  | ゆるゆり、てんやわんや☆/リピってチャイム♪  |            | SCCG-00040 |        |

### ラジオCD
ラジオ大阪レーベルより、「七森中☆ごらく部（三上枝織, 大坪由佳, 津田美波, 大久保瑠美）」名義で発売されている。
| 発売日         | タイトル                                                                 | 規格品番   | 最高位 |
| -------------- | ------------------------------------------------------------------------ | ---------- | ------ |
| 2011年10月19日 | ゆりゆららららゆるゆり放送室〜学校篇                                     | OBC-111001 | 64位   |
| 2011年10月19日 | ゆりゆららららゆるゆり放送室〜海辺篇 (CD音声は学校篇と同一)              | OBC-111002 | 62位   |
| 2012年2月22日  | ゆりゆららららゆるゆり放送室〜京都篇                                     | OBC-120201 | 176位  |
| 2012年2月22日  | ゆりゆららららゆるゆり放送室〜旅行篇 (CD音声は京都篇と同一)              | OBC-120202 | 180位  |
| 2012年9月26日  | 「ゆりゆららららゆるゆり放送室」名場面カウントダウンCD〜1時間目〜        | OBC-1209   | 177位  |
| 2012年11月28日 | 「ゆりゆららららゆるゆり放送室」名場面カウントダウンCD〜2時間目〜        | OBC-1211   | 202位  |
| 2013年3月7日   | 「ゆりゆららららゆるゆり放送室」名場面カウントダウンCD〜3時間目〜        | OBC-1303   | 78位   |
| 2013年8月7日   | 「ゆりゆららららゆるゆり放送室」名場面カウントダウンCD〜4時間目〜        | OBC-130801 | 120位  |
| 2014年1月6日   | 「ゆりゆららららゆるゆり放送室」名場面カウントダウンCD〜お昼休み〜       | OBC-1401   | 123位  |
| 2014年9月3日   | 「ゆりゆららららゆるゆり放送室」名場面カウントダウンCD〜5時間目 運動会〜 | OBC-1409   | 114位  |
| 2015年2月18日  | 「ゆりゆららららゆるゆり放送室」名場面カウントダウンCD〜6時間目〜        | OBC-1502   | 89位   |
| 2015年9月2日   | 「ゆりゆららららゆるゆり放送室」名場面カウントダウンCD〜7時間目〜        | OBC-1508   | 211位  |
| 2016年3月20日  | 「ゆりゆららららゆるゆり放送室」名場面カウントダウンCD〜8時間目〜        | OBC-1603   | 231位  |
| 2016年9月21日  | 「ゆりゆららららゆるゆり放送室」名場面カウントダウンCD〜9時間目〜        | OBC-1609   |        |

### オムニバスCD参加作品
| 発売日        | タイトル                                                                    | 規格品番   | 規格品番              | 最高位 |
| 発売日        | タイトル                                                                    | 初回限定盤 | 通常盤                | 最高位 |
| ------------- | --------------------------------------------------------------------------- | ---------- | --------------------- | ------ |
| 2012年2月15日 | ゆるゆりのうた♪あるばむ「あい♥かわらず…。」                                 |            | PCCG-01234            | 22位   |
| 2013年2月6日  | ゆるゆりのうた♪あるばむ2「はいっ！テ・ウ・ガ♪〜High Tension Ultra girls〜」 | PCCG-01319 | 36位                  |        |
| 2013年6月5日  | YURUYURI♪1st.Series BestAlbum ゆるゆりずむ♪                                 | PCCG-01339 | PCCG-01340            | 8位    |
| 2014年5月21日 | YURUYURI♪2nd.Series BestAlbum ゆるゆりずむ♪2                                |            | PCCG-01406            | 16位   |
| 2014年8月16日 | YURUYURI duet BEST ALBUM ゆるゆりずむ♪でゅえっと                            |            |                       |        |
| 2018年3月14日 | YURUYURI BEST ALBUM 3 ゆるゆりずむ♪3                                        |            | PCCG-01642            |        |
| 2021年7月21日 | YURUYURI GORAKUBU BEST ALBUM                                                | PCCG-02027 | PCCG-02028/SCCG-00076 |        |

### コンピレーション参加
- 明日へ鳴らすリフレイン
作詞・作曲：add9（ヘリP）
歌：P's ARTISTS（竹達彩奈、三森すずこ、遠藤ゆりか、内田真礼、七森中☆ごらく部(三上枝織、大坪由佳、津田美波、大久保瑠美)）
  - 2015年3月8日に開催されたポニーキャニオンのアニメ関連ライブイベント『P's LIVE! 02 〜LOVE & P's〜』プレミアムチケットに特典として付属しているCDに収録されている同イベントのテーマソングに参加している（イベント自体にも出演）。

### 映像作品
| 枚  | 発売日         | タイトル                                                              | 規格品番                                        |
| --- | -------------- | --------------------------------------------------------------------- | ----------------------------------------------- |
| 1st | 2012年4月27日  | ごらく部な地球の歩き方 〜ドイツ編〜                                   | BRBP-00006（すぺしゃる版） BRBP-00007（通常版） |
| 2nd | 2012年6月17日  | ごらく部な地球の歩き方 〜香港編〜                                     | BRBP-00008                                      |
| 3rd | 2015年10月11日 | ごらく部な地球の歩き方 七森中☆ごらく部のなちゅやちゅみ！ きゃんぷ編   | BRBP-00057                                      |
| 4th | 2015年10月11日 | ごらく部な地球の歩き方 七森中☆ごらく部のなちゅやちゅみ！ まちあるき編 | BRBP-00058                                      |

#### ライブ映像作品
| 枚  | 発売日         | タイトル                                                                                     | 規格品番                                      | 規格品番   |
| 枚  | 発売日         | タイトル                                                                                     | Blu-ray                                       | DVD        |
| --- | -------------- | -------------------------------------------------------------------------------------------- | --------------------------------------------- | ---------- |
| 1st | 2012年3月14日  | TVアニメ「ゆるゆり」ライブイベント『七森中♪りさいたる』                                      | PCXP-50064（初回特典版） PCXP-50065（通常版） | PCBP-52205 |
| 2nd | 2012年10月24日 | TVアニメ「ゆるゆり」ライブイベント2『七森中♪うたがっせん』                                   | PCXP-50088                                    | PCBP-52224 |
| 3rd | 2013年6月19日  | TVアニメ「ゆるゆり」ライブイベント3『七森中♪ふぇすてぃばる』                                 | PCXP-50147                                    | PCBP-52247 |
| 4th | 2013年11月6日  | TVアニメ「ゆるゆり」ライブイベント4 『夏だ!まつりだ!!!全員集合└(б∇б)┘ごらく部☆なちゅまつり』 | PCXP-50167                                    | PCBP-52262 |
| 5th | 2015年1月21日  | ゆるゆりスペシャルイベント『七森中☆さみっと』                                                | PCXP-50269                                    | PCBP-52312 |
| 6th | 2015年11月18日 | ゆるゆりライブイベント『七森中♪やがいふぇす』                                                | PCXP-50356                                    | PCBP-52382 |
| 7th | 2016年9月14日  | ゆるゆりライブイベント『七森中♪はっぴ〜ぱ〜てぃ〜』                                          | PCXP-50418                                    | PCBP-52462 |

### タイアップ
| 楽曲                                  | タイアップ                                           | 時期   |
| ------------------------------------- | ---------------------------------------------------- | ------ |
| ゆりゆららららゆるゆり大事件          | テレビアニメ『ゆるゆり』OP                           | 2011年 |
| ゆりゆららららゆるゆり大事件          | ラジオ大阪『ゆりゆららららゆるゆり放送室』OP         | 2011年 |
| マイペースでいきましょう              | テレビアニメ『ゆるゆり』ED                           | 2011年 |
| マイペースでいきましょう              | ラジオ大阪『ゆりゆららららゆるゆり放送室』ED         | 2011年 |
| いぇす!ゆゆゆ☆ゆるゆり♪♪              | テレビアニメ『ゆるゆり♪♪』OP                         | 2012年 |
| いぇす!ゆゆゆ☆ゆるゆり♪♪              | ラジオ大阪『ゆりゆららららゆるゆり放送室』OP         | 2012年 |
| 100%ちゅ〜学生                        | テレビアニメ『ゆるゆり♪♪』ED                         | 2012年 |
| 100%ちゅ〜学生                        | ラジオ大阪『ゆりゆららららゆるゆり放送室』ED         | 2012年 |
| マジカル大☆大☆大冒険!                 | テレビアニメ『マイリトルポニー〜トモダチは魔法〜』OP | 2013年 |
| ゆるゆりんりんりんりんりん            | OVA『ゆるゆり なちゅやちゅみ!』OP                    | 2015年 |
| ゆるゆりんりんりんりんりん            | ラジオ大阪『ゆりゆららららゆるゆり放送室』OP         | 2015年 |
| アフタースクールデイズ                | OVA『ゆるゆり なちゅやちゅみ!』ED                    | 2015年 |
| アフタースクールデイズ                | ラジオ大阪『ゆりゆららららゆるゆり放送室』ED         | 2015年 |
| ゆりしゅらしゅしゅしゅ                | アニメ『ゆるゆり なちゅやちゅみ!+』OP                | 2015年 |
| おひるねゆにばーす                    | アニメ『ゆるゆり なちゅやちゅみ!+』ED                | 2015年 |
| ちょちょちょ!ゆるゆり☆かぷりっちょ!!! | テレビアニメ『ゆるゆり さん☆ハイ!』OP                | 2015年 |
| あっちゅ〜ま青春!                     | テレビアニメ『ゆるゆり さん☆ハイ!』ED                | 2015年 |

### その他
- Animelo Summer Live 2012 -INFINITY∞- オフィシャルパンフレット 特典映像『全力☆アリ→ナ』featuring 七森中☆ごらく部
  - パンフレットに封入のDVD。さいたまスーパーアリーナの施設の広さを伝えるべく、ごらく部4人がゲートの外周やアリーナ部を一周する映像が収録されている。

## 出演

### テレビ
- ごらく部な地球の歩き方～香港編～てれび版（AT-X、2012年6月3日）

### ラジオ
- ゆりゆららららゆるゆり放送室（ラジオ大阪、2011年7月1日 - 2016年6月24日、毎週金曜）

HiBiKi Radio Station、音泉でアーカイブ放送あり

### ニコニコチャンネル
表の公式は、○がニワンゴ運営による公式生放送、無印が公式チャンネルによる生放送（特記ない場合はゆるゆりTV）を示す。
| ニコニコ 生放送日 | 放送時刻     | 公 式  | 番組名 | 来場者総数 | コメント数 |
| 2011年            | 2011年       | 2011年 | 2011年 | 2011年     | 2011年     |
| ----------------- | ------------ | ------ | --- | ---------- | ---------- |
| 06月12日          | 14:00〜20:00 |        | TVアニメ「ゆるゆり」4000枚に直筆サインしちゃいます！を6時間生放送                                                             | 19289人    | 63169      |
| 06月12日          | 20:30〜21:00 |        | 三上、大坪、泣きの延長配信 | 2310人     | 7995       |
| 07月04日          | 22:00〜23:00 |        | アニメ「ゆるゆり」放送直前！あかりとちなつの夜のなまゆりトーーク（仮）                                                        | 9879人     | 21801      |
| 07月14日          | 18:00〜19:00 |        | 「ゆるゆり」ラジオ「ゆりゆららららゆるゆり放送室」生公開録音（第4回放送分）                                                   | 6993人     | 14293      |
| 07月20日          | 20:00〜21:30 |        | ゆるゆり×HMV presents DJ TSUDAの COUNT DOWN ゆるゆり TV                                                                       | 9482人     | 36616      |
| 07月28日          | 18:00〜19:00 |        | 「ゆるゆり」ラジオ「ゆりゆららららゆるゆり放送室」生公開録音2（第6回放送分）                                                  | 9697人     | 23154      |
| 07月31日          | 15:30〜17:00 |        | 緊急生放送！七森中☆ごらく部打ち上げ会場！                                                                                     | 7038人     | 40763      |
| 08月11日          | 18:00〜19:00 |        | 「ゆるゆり」ラジオ「ゆりゆららららゆるゆり放送室」生公開録音3（第8回放送分）                                                  | 11041人    | 29813      |
| 08月19日          | 19:00〜20:00 |        | ゆるゆりカフェ開店記念！あかりと京子のスウィーツトーク                                                                        | 16906人    | 47670      |
| 08月25日          | 18:00〜19:00 |        | 「ゆるゆり」ラジオ「ゆりゆららららゆるゆり放送室」生公開録音4（第10回放送分）                                                 | 16095人    | 46310      |
| 08月31日          | 19:00〜20:07 | ○      | 祝・公式生放送「ゆるゆりうのまつり〜真夏の頂上決戦〜」                                                                        | 44670人    | 117303     |
| 08月31日          | 20:30〜21:00 |        | 「ゆるゆり」うのまつり反省会                                                                                                  | 19211人    | 44118      |
| 09月08日          | 18:00〜19:00 |        | 「ゆるゆり」ラジオ「ゆりゆららららゆるゆり放送室」生公開録音5（第12回放送分)                                                  | 19663人    | 22833      |
| 09月08日          | 20:00〜21:30 |        | 「ゆるゆり」×「楽天ブックス10周年」特別番組「ごらく部のゆる〜い音楽天国“ゆる天”」                                             | 20766人    | 91398      |
| 09月12日          | 21:30〜23:00 |        | ゆるゆり×HMV presents DJ TSUDAの COUNT DOWN ゆるゆり TV 2                                                                     | 24638人    | 74778      |
| 09月19日          | 21:00〜22:30 |        | ありがとう、ゆるゆり！こんにちは、イカ娘！ ＼アッカリ〜ン／ガチンコ5番勝負でゲソ！                                            | 138371人   | 159219     |
| 09月22日          | 18:00〜19:00 |        | 「ゆるゆり」ラジオ「ゆりゆららららゆるゆり放送室」生公開録音6（第14回放送分）                                                 | 26250人    | 64284      |
| 10月06日          | 18:00〜19:00 |        | 「ゆるゆり」ラジオ「ゆりゆららららゆるゆり放送室」生公開録音7（第16回放送分）                                                 | 20772人    | 64000      |
| 10月08日          | 19:30〜21:00 |        | 「ゆるゆり」ごらく部運試しイベント大抽選会 夜の部                                                                             | 29578人    | 93980      |
| 10月20日          | 18:00〜19:00 |        | 「ゆるゆり」ラジオ「ゆりゆららららゆるゆり放送室」生公開録音8（第18回放送分）                                                 | 24270人    | 56718      |
| 10月24日          | 20:00〜21:30 |        | ゆるゆりカフェ2開店記念！京子とちなつのスウィーツトーク2                                                                      | 35047人    | 105991     |
| 11月03日          | 18:00〜19:00 |        | 「ゆるゆり」ラジオ「ゆりゆららららゆるゆり放送室」生公開録音9（第20回放送分）                                                 | 31326人    | 64526      |
| 11月17日          | 18:00〜19:00 |        | 「ゆるゆり」ラジオ「ゆりゆららららゆるゆり放送室」生公開録音10（第22回放送分）                                                | 16875人    | 55923      |
| 12月01日          | 18:00〜19:00 |        | 「ゆるゆり」ラジオ「ゆりゆららららゆるゆり放送室」生公開録音11（第24回放送分）                                                | 17969人    | 51667      |
| 12月15日          | 18:00〜19:00 |        | 「ゆるゆり」ラジオ「ゆりゆららららゆるゆり放送室」生公開録音12（第26回放送分）                                                | 29081人    | 104105     |
| 12月17日          | 19:00〜20:29 | ○      | 七森中☆ごらく部と振り返る『ゆるゆり』ニコ生総決算                                                                             | 54502人    | 164587     |
| 12月24日          | 13:00〜13:37 |        | プレメモフェスタ2011WINTER『ゆるゆり』トークイベント ※プレシャスメモリーズチャンネル放送                                      | 5702人     | 21634      |
| 12月24日          | 20:00〜21:30 |        | ゆるゆり♪♪プロジェクト発表会                                                                                                  | 138199人   | 116361     |
| 2012年            |              |        | |            |            |
| 01月27日          | 20:00〜21:30 |        | ゆるゆり×HMV presents DJ TSUDAの COUNT DOWN ゆるゆり TV 3                                                                     | 39520人    | 102825     |
| 02月18日          | 13:00〜14:53 |        | バレンタイン特別企画「お願い！ゆるゆりランキング」                                                                            | 36814人    | 125005     |
| 03月02日          | 19:00〜20:13 |        | ゆるゆり×ゲーマーズ presents「JKバウムのようこそ！ゆるゆりMUSEUM」                                                            | 34908人    | 73738      |
| 03月31日          | 09:25〜10:00 | ○      | 【ACEステージ中継】ゆりゆららららゆるゆり放送室スペシャルステージ                                                             | 24062人    | 24948      |
| 04月30日          | 21:00〜22:24 |        | ゆるゆり♪♪情報番組「NEWSちな21（ちゅーわん）」                                                                                | 76328人    | 98154      |
| 05月26日          | 18:00〜19:37 |        | 公開収録！ゆるゆりガールズナイト                                                                                              | 55095人    | 117528     |
| 06月03日          | 13:00〜19:00 |        | TVアニメ「ゆるゆり♪♪」“帰ってきた”4000枚に直筆サインしちゃいます！を6時間生放送                                               | 176835人   | 266950     |
| 07月01日          | 21:00〜22:13 | ○      | 放送まで待てないスペシャル特番！「ゆるゆり♪♪」×「織田信奈の野望」 ＼アッカリーン／はじまるよ〜 新作アニメ前夜祭！デアルカ〜！ | 64932人    | 179428     |
| 07月02日          | 24:30〜26:00 |        | ゆるゆり♪♪放送直前！わぁい番宣、あかり番宣ひとりでできるもん♪♪                                                                | 103401人   | 120428     |
| 07月04日          | 22:30〜24:56 |        | 「ゆるゆり」組曲『七森中♪えあがっせん』                                                                                       | 84334人    | 338850     |
| 07月06日          | 20:00〜21:25 |        | ゆるゆりカフェ3開店記念！京子とちなつのスウィーツトーク3                                                                      | 48760人    | 132739     |
| 07月09日          | 21:00〜22:30 |        | ゆるゆり×HMV presents DJ TSUDAの COUNT DOWN ゆるゆり TV 4                                                                     | 66647人    | 218988     |
| 07月21日          | 19:00〜21:25 |        | 「ゆるゆり♪♪」×「楽天ブックス サマーキャンペーン2012開催記念」特別番組「帰ってきた！ごらく部のゆる〜い音楽天国“ゆる天”」      | 58810人    | 182518     |
| 07月26日          | 20:00〜21:46 |        | きゃにめ夏祭り2012 presents ゆるゆり♪♪×織田信奈の野望 真夏のきゃにめ準備祭 with あやち                                        | 72739人    | 149291     |
| 08月10日          | 19:00〜20:52 |        | きゃにめ夏祭り2012 presents ゆるゆり♪♪×織田信奈の野望 真夏のきゃにめ前夜祭 with あやち♥                                       | 49880人    | 103374     |
| 08月27日          | 21:30〜22:54 |        | ゆるゆり×HMV presents DJ TSUDAの COUNT DOWN ゆるゆり TV 5 SPECIAL                                                             | 60025人    | 135930     |
| 09月10日          | 20:00〜21:43 |        | ごらく部カフェ開店記念！あかりと結衣のまったりカフェ談義！                                                                    | 58040人    | 139514     |
| 09月16日          | 16:00〜17:05 |        | ゆるゆり39Fes. 七森中★感謝祭 七森中☆ごらく部トークライブ特別中継！                                                            | 38049人    | 75315      |
| 10月19日          | 20:00〜21:19 |        | ゆるゆり♪♪×ゲーマーズ presents「JDバウムのようこそ！ゆるゆりミュージアム2」                                                   | 42190人    | 76138      |
| 11月04日          | 19:00〜21:04 |        | ゆるゆり♪♪大抽選会「ゆるゆりんぴっく選考会 夜の部」                                                                           | 51773人    | 156147     |
| 2013年            |              |        | |            |            |
| 01月10日          | 18:00〜19:01 |        | ラジオ「ゆりゆららららゆるゆり放送室」帰ってきました！生公開録音（第82回放送分）                                              | 47838人    | 75031      |
| 01月24日          | 18:00〜19:01 |        | ラジオ「ゆりゆららららゆるゆり放送室」帰ってきました！生公開録音2（第84回放送分）                                             | 37621人    | 50076      |
| 02月07日          | 18:00〜18:59 |        | ラジオ「ゆりゆららららゆるゆり放送室」帰ってきました！生公開録音3（第86回放送分）                                             | 41966人    | 57150      |
| 02月21日          | 18:00〜18:50 |        | ラジオ「ゆりゆららららゆるゆり放送室」帰ってきました！生公開録音4（第88回放送分）                                             | 39575人    | 58773      |
| 03月21日          | 18:00〜19:06 |        | ラジオ「ゆりゆららららゆるゆり放送室」帰ってきました！生公開録音おまけ（第92回放送分）                                        | 43391人    | 58354      |
| 06月01日          | 20:00〜21:30 |        | ゆるゆりニコ生ほぼ2周年記念「なちゅまつりまえのまつり」                                                                       | 34659人    | 108658     |
| 06月08日          | 23:00〜25:30 |        | 「ゆるゆり」組曲『七森中♪ふぇえあすてぃばる』                                                                                 | 37406人    | 201976     |
| 06月29日          | 13:00〜19:19 |        | 今年も書きます！4000枚に直筆サインしちゃいます！を6時間生放送                                                                 | 163121人   | 280223     |
| 2014年            |              |        | |            |            |
| 02月09日          | 20:30〜23:13 | ○      | ゆるゆりライブ上映イベント「冬なのに、ごらく部☆なちゅまつり」生中継 ※有料                                                     | -          | -          |
| 10月19日          | 13:00〜19:15 | ○      | 【祝】ゆるゆりOVA劇場公開！！4000枚に直筆サインしちゃいます！を6時間生放送4                                                   | 133344人   | 226940     |
| 12月25日          | 21:00〜23:02 | ○      | 「ゆるゆり なちゅやちゅみ！」ニコ生！ごらく部のメリーウノスマス！                                                             | 66798人    | 107192     |
| 2015年            |              |        | |            |            |
| 03月07日          | 20:00〜21:28 | ○      | 「ゆるゆり なちゅやちゅみ！」P'sLIVE直前！ ごらく部らいぶ ぷれいばっく！                                                      | 58514人    | 67690      |
| 07月26日          | 19:00〜21:37 | ○      | 「ゆるゆり なちゅやちゅみ！」上映会＆TV放送記念ニコ生「なつやすみになちゅやちゅみ！！」                                       | 139933人   | 174390     |
| 09月20日          | 14:00〜20:14 | ○      | 【ついに5回目】「ゆるゆり さん☆ハイ！」！！4000枚に直筆サインしちゃいます！を6時間生放送5                                     | 110582人   | 223837     |
| 10月28日          | 21:00〜22:18 | ○      | ゆるゆり さん☆ハイ！×HMV presents DJ TSUDAの COUNT DOWN ゆるゆり TV 6                                                         | 50821人    | 54043      |
| 10月29日          | 21:00〜21:53 | ○      | ゆりゆららららゆるゆり放送室 復活！生公開録音1（第228回放送分）                                                               | 39769人    | 48659      |
| 11月04日          | 20:00〜21:04 | ○      | 「ゆるゆり さん☆ハイ！」×アニマックスCAFE コラボニコ生 ハッピーバースデー！ちなつのあま～いスゥイーツトーク                   | 46888人    | 58237      |
| 11月12日          | 21:00〜21:56 | ○      | ゆりゆららららゆるゆり放送室 復活！生公開録音2（第230回放送分）                                                               | 40733人    | 35614      |
| 11月21日          | 20:00〜21:05 | ○      | 「ゆるゆり さん☆ハイ！」×AKIHABARAゲーマーズ ミュージアム記念「大坪プロの細かすぎて伝わらない名シーン」ニコ生                 | 48716人    | 42736      |
| 11月26日          | 21:00〜21:51 | ○      | ゆりゆららららゆるゆり放送室 復活！生公開録音3（第232回放送分）                                                               | 45852人    | 32052      |
| 12月06日          | 20:00〜21:14 | ○      | 「ゆるゆり さん☆ハイ！」&「GOOD SMILE×animate cafe」コラボ トークショー&公開ニコ生                                            | 45927人    | 46529      |
| 12月10日          | 21:00〜21:56 | ○      | ゆりゆららららゆるゆり放送室 復活！生公開録音4（第234回放送分）                                                               | 37326人    | 37428      |
| 12月24日          | 21:00〜23:02 | ○      | 「ゆるゆり さん☆ハイ！」今年はクリスマスにナニシマス！？                                                                      | 110244人   | 135478     |
| 2016年            |              |        | |            |            |
| 01月12日          | 20:00〜21:09 | ○      | ゆるゆり さん☆ハイ！ 京子とちなつのBitterでSweetな公開ニコ生                                                                  | 32432人    | 40961      |
| 2018年            |              |        | |            |            |
| 01月29日          | 20:00〜21:09 | ○      | 「ゆるゆり さん☆ハイ！」七森中☆ごらく部7周年記念イベント〜全然前夜祭ニコ生〜                                                  | 45418人    | 49953      |
| 04月22日          | 18:00〜19:11 | ○      | 七森中♪はっぴ～ば～すで～ 夜の部トークパート 生中継                                                                           | 20867人    | 24378      |

## ライブ・主なイベント

### 2011年
7月23日 - 七森中☆ごらく部プレゼンツ『部活動説明会』
AKIHABARAゲーマーズ本店のイベントスペースで開催。トークおよびごらく部4人の生手形のお渡し会があった。
7月23日 - 七森中☆ごらく部プレゼンツ『新入部員獲得イベント』
前述の『部活動説明会』から場所を移し、アソビットシティ秋葉原店のイベントスペースで開催。トークおよびごらく部手作り入部届のお渡し会があった。
7月30日 - 七森中☆ごらく部プレゼンツ『ゆりゆららららゆるゆりミニライブ』
ポニーキャニオン本社1Fイベントスペースで開催。七森中☆ごらく部としてファンの前で行われた初のライブイベント。応募方法別に『その1』『その2』『その3』と3部制で行われた。
7月31日 - 七森中☆ごらく部プレゼンツ『新入部員歓迎会』
コミックとらのあな秋葉原店Bにて開催。お茶会（トーク）の後、ごらく部手作り部員証お渡し会を実施。
8月21日 - 第1回「ゆりゆららららゆるゆり文化祭（大阪）」
クレオ大阪北ホールにて開催。ラジオの公開録音、ライブコーナー、お茶会の3部構成で実施。
8月27日 - Animelo Summer Live 2011 -rainbow-
さいたまスーパーアリーナにて開催のアニソンフェスに出演。第1日目のゲストとして主題歌「ゆりゆららららゆるゆり大事件」を歌唱。
8月28日 - 『ゆりゆららららゆるゆり放送室　ゆる～くお茶会inキャラホビ』
幕張メッセにて開催の「キャラホビ2011」会場内「ラジオ大阪Vステショップ」ブースに出演。
9月25日 - 『ゆりゆららららゆるゆり愛☆知☆県♪』トーク&ミニライブ
東別院会館3階（東別院ホール）にて開催。イベントタイトルは主題歌の「大事件」の発音が「愛知県」と似ていることから。
10月8日 - 『ごらく部運試しイベント大抽選会（昼の部）』
ポニーキャニオン本社10Fにて開催。当選者に翌日開催のイベント招待券を配布したほか、参加賞のポストカード型カレンダーをごらく部4人が手渡しで配布した。
10月9日 - 『すきにだらだらするだけだよ～』トーク&ミニライブ
東京総合美容専門学校 マルチホールにて開催。ライブコーナーでは「Precious Friends」を初披露。
10月30日 - ゆるゆりライブイベント『七森中♪りさいたる』
横浜BLITZにて昼の部と夜の部の2回開催。ゆるゆり関連イベントとしては初のプレイガイド委託興行。ごらく部のほか、七森中生徒会のメンバー（藤田咲、豊崎愛生、加藤英美里、三森すずこ）およびミラクるん（竹達彩奈）が出演。
11月26日 - 第2回『ゆりゆららららゆるゆり文化祭（大阪）』
namBa HIPS 5階DiJestにて開催。10月19日のラジオCDリリースを記念した公開録音を兼ねたイベント。
12月10日 - 『ゆりゆららららゆるゆり文化祭（大宮）』
大宮ロフト内HMVイベントスペースにて開催。公開録音を兼ねたイベント。
12月24日 - 「ゆるゆり」キャストトークショー
秋葉原UDX4階・UDXシアターにて12月23日 - 24日に開催された「プレメモフェスタ2011WINTER」2日目のコーナーイベントとして出演。プレシャスメモリーズ「ゆるゆりスターターデッキ、ブースターパック」新作ラインナップ発表によるもの。

### 2012年
2月26日 - みるくらりあっとスペシャル(Vol.4S)
品川ステラボールにて開催のイベントにスペシャルゲストとして出演。「ミルキィホームズ&七森中☆ごらく部スペシャルコラボトーク」およびライブステージ。ゆるゆりのキャラクターソング含め計9曲を歌唱。
3月11日 - YURUYURI SPECIAL STAGE「GORAKUBU IN HONGKONG!!」
3月9日から香港コンベンション・アンド・エキシビション・センターにて開催された「C3 in HongKong 2012（C3日本動玩博覧2012）」3日目のコーナーゲストとして出演。この模様の一部は『ごらく部な地球の歩き方 香港編』に収録されている。
3月18日 - 大坪由佳さん1日店長
AKIHABARAゲーマーズ本店5Fにて開催。AKIHABARAゲーマーズ本店5Fに期間限定で展示された「ゆるゆりMUSEUM」限定フェアの実施および「七森中♪りさいたる」BD&DVDの発売を記念したイベント。ごらく部から大坪が出演。
3月31日 - ゆりゆららららゆるゆり放送室スペシャルステージ
幕張メッセにて開催された「ACE2012」1日目のWHITEステージに出演。
3月31日 - スペシャルコラボ番組～第1回チキチキACE杯ガチンコ争奪戦～
前述のステージイベントに続き出演。アイドルマスター出演声優の一部（中村繪里子、長谷川明子、浅倉杏美、沼倉愛美）およびミルキィホームズと共演。ニコ生でも中継された。
4月7日 - プレメモ＆プリコネパーティー2012in名古屋『ゆるゆりトークショー』
愛知県産業労働センターにて開催のイベントでスペシャルゲストとして出演。ごらく部から津田と大久保が出演。
4月21日 - プレメモ＆プリコネパーティー2012in大阪『ゆるゆりトークショー』
大阪マーチャンダイズ・マート Cホールにて開催のイベントでスペシャルゲストとして出演。ごらく部から三上と大坪が出演。
4月29日 - 超電波研究社 LIVE SPECIAL
幕張メッセにて4月28日 - 29日に開催された「ニコニコ超会議2012」2日目、GREENステージのイベントにトップバッターとして出演。その後流田Project出演中に「七森中☆ロックンロール部」としてサプライズ登場し、バンド演奏による「ゆりゆららららゆるゆり大事件」を披露した。
5月26日 - 公開収録！ゆるゆりガールズナイト
ビッグサイトTFTホールにて開催。アニメ内で使用する音声の収録のため女性限定のイベントとなった（ただしニコ生での放送は性別関係なく視聴できた）。トークおよびミニライブを実施。
6月9日 - プレメモ＆プリコネパーティー2012in東京『ゆるゆりトークショー』
サンシャインシティ ワールドインポートマート4F 展示ホールAにて開催のイベントでスペシャルゲストとして出演。前述の名古屋、大阪と異なり4人揃っての出演となった。
6月17日 - ゆるゆりライブイベント2『七森中♪うたがっせん』
パシフィコ横浜にて昼の部と夜の部の2回開催。ごらく部のほか、藤田咲、加藤英美里、三森すずこ、竹達彩奈、倉口桃が出演。豊崎愛生はビデオメッセージで出演。
7月7日 - ゆるゆり♪♪七夕みにらいぶ
科学技術館 サイエンスホールにて開催。応募方法別に「アニメイト編」「ゲーマーズ編」「とらのあな編」「HMV編」の4部制で行われた。
7月21日 - ゆるゆり♪♪ 遊び方教室 ～ごらく部といっしょにChaosTCGを覚えよう♪♪～
秋葉原UDX2階アキバ・スクエアにて開催の「ブシロードカードファイト2012 全国決勝大会」ステージイベントに出演。
7月29日 - ゆりゆららららゆるゆり文化祭2012 夏の課外授業
幕張メッセにて開催された「ワンダーフェスティバル2012[夏]」のステージイベントに出演。公開録音を兼ねたイベント。
8月18日から19日 - ゆるゆり♪♪×PKシアター『体感型学園RPG 探して☆サマー大事件!!』
としまえんにて開催されたARGイベントにて、ゲーム終了後の答え合わせトークショーに出演。2日間で計16回の公演を、ごらく部4人がそれぞれ分担して一人ずつ出演した。
8月26日 - Animelo Summer Live 2012 -INFINITY∞-
さいたまスーパーアリーナにて開催のアニソンフェスに出演。第2日目に登場。主題歌を歌唱のほか、ミルキィホームズとのコラボで「雨上がりのミライ」と「ゆりゆららららゆるゆり大事件」のメドレー（雨上がりの大事件）を披露した。
9月16日 - ゆるゆり39Fes. 七森中☆感謝祭
秋葉原UDX2階アキバ・スクエアにて開催のイベントに、2日目のトークライブで出演。計3回公演。3回目の公演はニコ生でも中継された。
9月22日 - ゆりゆららららゆるゆり放送室 公開録音イベント in 京まふ
京都市勧業館（みやこめっせ）にて開催された京都国際マンガ・アニメフェアにて、2日目のステージイベントに出演。公開録音を兼ねたイベント。
10月27日から28日 - 三上枝織ふるさと凱旋の旅
アニメイト札幌・青森・郡山の各店舗で開催されたインストアイベントに三上が出演。ブロマイドのお渡し会。タイトルは本人の出身地が青森県であることから。
11月3日 - 大抽選会「ゆるゆりんぴっく選考会」
ポニーキャニオン本社10Fにて開催。当選者に翌日開催のイベント招待券を配布したほか、参加賞のポストカード型カレンダーをごらく部4人が手渡しで配布した。
11月4日 - ゆるゆりんぴっく本大会
ゲートシティ大崎 ホールにて開催。計3回公演。公演後にはニコ生による抽選会番組にも出演。
11月10日 - 大坪由佳さん1日店長
AKIHABARAゲーマーズ本店5Fにて開催。AKIHABARAゲーマーズ本店5Fに期間限定で展示された「ゆるゆりMUSEUM 2」限定フェアの実施および「七森中♪うたがっせん」BD&DVDの発売を記念したイベント。ごらく部から大坪が出演。
11月24日から25日 - 全国行脚の旅イベント「ごらく部、あいにいきます! 〜北陸・中部編〜」
アニメイト富山・名古屋の各店舗で開催されたインストアイベントに三上、津田が出演。ブロマイドのお渡し会。
12月22日から23日 - 全国行脚の旅イベント「ごらく部、あいにいきます! 〜大阪・四国編〜」
アニメイト高松、T・Bホール（大阪）で開催されたインストアイベントに三上、大久保が出演。ブロマイドのお渡し会。

### 2013年
1月19日から20日 - 全国行脚の旅イベント「ごらく部、あいにいきます! 〜中国・九州編〜」
天神チクモクビル（福岡）、YMCA国際文化センター（広島）で開催されたインストアイベントに三上、大坪が出演。ブロマイドのお渡し会。
2月24日 - ゆるゆりライブイベント3『七森中♪ふぇすてぃばる』
パシフィコ横浜にて昼の部と夜の部の2回開催。ごらく部のほか、藤田咲、豊崎愛生、加藤英美里、三森すずこ、竹達彩奈、倉口桃が出演。
4月21日 - とことん続くよ! ゆりゆららららゆるゆり放送室文化祭
大阪市立こども文化センターにて開催。公開録音を兼ねたイベント。
7月7日、7月21日 - 夏だ!まつりだ!!!全員集合└(б∇б)┘ごらく部☆なちゅまつり
ごらく部初の単独ライブ。また、ライブツアーも初。7月7日は中野サンプラザにて2回開催、7月21日はNHK大阪ホールにて2回開催。
7月13日 - 大坪由佳さん1日店長
AKIHABARAゲーマーズ本店5Fにて開催。AKIHABARAゲーマーズ本店6Fに期間限定で展示された「ゆるゆりMUSEUM 3」限定フェアの実施および「七森中♪ふぇすてぃばる」BD&DVDの発売を記念したイベント。ごらく部から大坪が出演。
7月28日 - ゆりゆららららゆるゆり文化祭2013 夏の課外授業
幕張メッセにて開催された「ワンダーフェスティバル2013[夏]」のステージイベントに出演。公開録音を兼ねたイベント。
8月18日 - ごらく部☆なちゅまつり後夜祭
科学技術館 サイエンスホールにて開催。応募方法別に「アニメイト編」「ゲーマーズ編」「とらのあな編」「HMV・きゃにめ.jp編」の4部制で開催。
8月24日 - Animelo Summer Live 2013 -FLAG NINE-
さいたまスーパーアリーナにて開催のアニソンフェスに出演。第2日目に登場。「ゆりゆららららゆるゆり大事件（なちゅまつりバージョン）」および「マジカル大☆大☆大冒険!」を歌唱。また、山本正之の出演時には「逆転イッパツマン」にコーラス参加し、さらにアフィリア・サーガも加わって「ヤッターマンの歌」の合いの手をともに披露した。
9月1日 - さらに続くよ！ゆりゆららららゆるゆり放送室文化祭
幕張メッセにて開催された「キャラホビ2013 C3×HOBBY」2日目のメインステージイベントに出演。
11月16日 - ごらく部☆なちゅまつりBlu-ray＆DVD発売記念 大坪由佳さん1日店長 (東京)
AKIHABARAゲーマーズ本店8Fイベントスペースにて開催。「ごらく部☆なちゅまつり」BD&DVDの発売を記念したイベント。ごらく部から大坪が出演。
11月24日 - ごらく部☆なちゅまつりBlu-ray＆DVD発売記念 大坪由佳さん1日店長 (大阪)
ゲーマーズなんば店B1イベントスペースにて開催。ゲーマーズなんば店1F特設スペースに期間限定で展示された「ゆるゆりミュージアム4」限定フェアの実施および「ごらく部☆なちゅまつり」BD&DVDの発売を記念したイベント。ごらく部から大坪が出演。

### 2014年
2月2日 - 2014年もよろしく! ゆりゆららららゆるゆり放送室文化祭
寝屋川市立地域交流センターアルカスホールにて開催。公開録音を兼ねたイベント。
2月9日 - 冬なのに、ごらく部☆なちゅまつり
新宿バルト9にて開催。『夏だ!まつりだ!!!全員集合└(б∇б)┘ごらく部☆なちゅまつり』の上映会を兼ねたイベント。
3月22日 - ゆるゆり スペシャルステージ
東京ビッグサイトにて開催された「AnimeJapan 2014」1日目のBLUEステージに出演。
6月22日 - 七森中☆さみっと
五反田ゆうぽうとホールにて開催。トーク＆ライブイベント。
9月7日 - コンテンツ・ツーリズム研究学会プレゼンツ ゆるゆり七森中☆ごらく部トーク＆ミニライブ
富山国際会議場にて開催。
10月2日 - ゆりゆららららゆるゆり放送室公開録音イベント
LIVE GATE TOKYOにて開催。公開録音を兼ねたイベント。
11月29日 - 『ゆるゆり なちゅやちゅみ!』初日舞台挨拶
新宿バルト9、シネマサンシャイン池袋の各館にて、上映回にあわせ登壇。OVA『ゆるゆり なちゅやちゅみ!』劇場公開に伴い初日舞台挨拶を行った。
12月6日から7日 - 『ゆるゆり なちゅやちゅみ!』舞台挨拶
TOHOシネマズ高岡、梅田ブルク7、伏見ミリオン座の各館にて、上映回にあわせ登壇。特に、原作のなもり出身の地でもある高岡でごらく部としてイベントに参加したのは今回が初。

### 2015年
2月8日 - 七森中☆ごらく部CDリリース記念イベント 冬でもなちゅやちゅみ!トーク＆ミニライブ
科学技術館 サイエンスホールにて3部制で開催。
2月24日 - 「ゆるゆり」ミュージアム開催記念イベント 〜大坪由佳店長おかえりなさい!〜
AKIHABARAゲーマーズ本店8Fイベントスペースにて開催。AKIHABARAゲーマーズ本店7Fに期間限定で展示された『TVアニメ「ゆるゆり」ミュージアム5』限定フェアの実施および「ゆるゆり なちゅやちゅみ!」BD&DVDの発売を記念したイベント。ごらく部から大坪が出演。
3月8日 - P's LIVE! 02 〜LOVE＆P's〜
横浜アリーナで行われたポニーキャニオン主催ライブイベントに参加し、計5曲を歌唱。このほか三森すずことのコラボで、テレビアニメ『しゅごキャラ!』EDテーマ『ホントのじぶん』(Buono!の楽曲)を、またイベントの最後には出演者全員で『明日へ鳴らすリフレイン』を歌唱。
3月15日 - ゆりゆららららゆるゆり放送室 もうすぐ春祭り
大阪ビジネスパーク円形ホールにて2部制で開催。公開録音を兼ねたイベント。
6月6日 - 七森中♪やがいふぇす
日比谷野外音楽堂にて開催。事前告知ではごらく部単独だったが、シークレットで七森中☆生徒会のメンバー (藤田咲、豊崎愛生、加藤英美里、三森すずこ) もトークで出演。最後の曲となった『ゆりゆららららゆるゆり大事件(夏祭りVer)』は8人全員で歌唱。
8月29日 - Animelo Summer Live 2015 -THE GATE-
さいたまスーパーアリーナにて開催のアニソンフェスに出演。第2日目に登場。『ゆるゆりんりんりんりんりん』および『ゆりしゅらしゅしゅしゅ』を歌唱。また、七森中☆ごらく部 feat. マーティ・フリードマン名義で『ゆりゆららららゆるゆりデス事件』を歌唱。
10月11日 - ゆるゆり なちゅやちゅみ！＋ 主題歌リリースイベント 時間がしゅしゅしゅしゅ～と過ぎていくイベント
科学技術館 サイエンスホールにて3部制で開催。トーク＆ミニライブ。
11月8日 - 『ゆるゆり さん☆ハイ！』OP&ED　CDリリース記念イベント みんなでかなでる かぷりっちょ！！！ 東京公演
科学技術館 サイエンスホールにて3部制で開催。トーク＆ミニライブ。
11月15日 - ゆりゆららららゆるゆり放送室秋祭り
松原市文化会館にて開催。公開録音を兼ねたイベント。トーク＆ミニライブ。同日開催となるCDリリース記念イベントの前に実施された。
11月15日 - 『ゆるゆり さん☆ハイ！』OP&ED　CDリリース記念イベント みんなでかなでる かぷりっちょ！！！ 大阪公演
松原市文化会館にて2部制で開催。トーク＆ミニライブ。

### 2016年
1月12日 - ゆるゆり さん☆ハイ！ 京子とちなつの BitterでSweetな公開ニコ生
ポニーキャニオン本社1Fイベントスペースにて開催。『ゆるゆり さん☆ハイ！』第2巻のきゃにめ.jpでの予約購入者を対象としたイベント。ごらく部から大坪、大久保が出演。
1月24日 - 七森中♪がくえんさい
AiiA 2.5 Theater Tokyoにて2部制で開催。トーク&ライブイベント。
3月20日 - 七森中♪はっぴ～ぱ～てぃ～
豊洲PITにて2部制で開催。ごらく部のほか、七森中☆生徒会のメンバー (藤田咲、豊崎愛生、加藤英美里、三森すずこ) も出演し歌唱。
3月27日 - 『ぽにきゃんの○○な話』STAGE 3「ゆるゆり」
東京ビッグサイトにて開催された「AnimeJapan 2016」2日目のポニーキャニオンブースで開催、ごらく部から三上、大坪が出演。また、同日に他のステージで行われた第2回アニラジアワードにて「ゆりゆららららゆるゆり放送室」が企画ラジオ賞を受賞したことに伴い、トロフィーの授与にあたってごらく部から大坪が登壇。
4月10日 - 『ゆるゆり さん☆ハイ！』4巻きゃにめ特典お渡し会
ポニーキャニオン本社1Fイベントスペースにて開催。『ゆるゆり さん☆ハイ！』第4巻のきゃにめ.jpでの予約購入者を対象としたイベント。ごらく部から津田が出演。
5月1日 - 『ゆるゆり さん☆ハイ！』5巻きゃにめ特典お渡し会
ポニーキャニオン本社1Fイベントスペースにて開催。『ゆるゆり さん☆ハイ！』第5巻のきゃにめ.jpでの予約購入者を対象としたイベント。ごらく部から三上が出演。
5月15日 - ゆりゆららららゆるゆり放送室 またまた松原祭り
松原市文化会館にて開催。「ゆりゆららららゆるゆり放送室」名場面カウントダウンＣＤ～8時間目～発売記念イベント。
9月24日 - 『七森中♪はっぴ～ぱ～てぃ～』発売記念も～っとゆるゆるな裏コメンタリーイベント
ポニーキャニオン本社1Fイベントスペースにて開催。『七森中♪はっぴ～ぱ～てぃ～』BD&DVDの購入者を対象としたイベント。ごらく部から三上が出演。
11月13日 - ゆりゆららららゆるゆり放送室9時間目発売記念イベント
クレオ大阪南ホールにて開催。「ゆりゆららららゆるゆり放送室」名場面カウントダウンＣＤ～9時間目～発売記念イベント。
11月27日 - ゆりゆららららゆるゆり放送室9時間目発売記念イベント
東京・大手町 サンケイプラザにて開催。「ゆりゆららららゆるゆり放送室」名場面カウントダウンＣＤ～9時間目～発売記念イベント。
12月11日 - アニメJAM 2016 Pop Stage
幕張メッセにて開催のライブイベントに出演。『ちょちょちょ！ゆるゆり☆かぷりっちょ！！！』および『ゆりゆららららゆるゆり大事件』を歌唱。

### 2017年
11月26日 - P's LIVE! 05 Go! Love&Passion !!
横浜アリーナで行われたポニーキャニオン主催ライブイベントに参加し、計4曲を歌唱。イベントの最後には出演者全員で『Let's Go!! 〜Sing For Tomorrow〜』を歌唱。

### 2018年
4月22日 - 七森中♪はっぴ～ば～すで～
山野ホールにて2部制で開催。トーク&ミニライブ。

### 2019年
3月3日 - 七森中♪あにば〜さり〜
中野サンプラザにて開催。トーク&ライブ。「【ゆるゆり10周年記念】OVA「ゆるゆり、」盛り上げプロジェクト！クラウドファンディング」にて、対象のコースをご支援頂いた方を対象としたイベント。ごらく部のほか、七森中☆生徒会のメンバー (藤田咲、豊崎愛生、加藤英美里、三森すずこ) も出演し歌唱。また、イベント後のトークショーとして「七森中♪あにば〜さり〜 あふた〜ぱ〜てぃ〜」も開催された。

### 2022年
7月3日 - リバコメ!!×TVアニメ「ゆるゆり」第2期放送開始10周年記念 第1期＆第2期振り返り上映イベント
日本教育会館 一ツ橋ホールにて昼公演と夜公園の2回開催。 1期放映開始から10年になる2021年に開催予定だったが、新型コロナウイルス感染症の影響で2期から10年となる2022年に開催された。 本来はごらく部4名での出演予定だったが、前日の7月2日に三上が新型コロナウイルスに罹患していることが判明したため、三上を除く3名が出演した。